# Shanghai Bus Repair Works
Shanghai Bus Repair Works war ein Hersteller von Automobilen aus der Volksrepublik China.

## Unternehmensgeschichte
Das Unternehmen aus Shanghai begann 1959 mit der Produktion von Automobilen. Der Markenname lautete Haiyan. 1962 endete die Produktion. Es bestand keine Verbindung zu Shanghai Mini-Auto Works aus derselben Stadt, die zwischen 1966 und 1970 den gleichen Markennamen benutzten.

## Fahrzeuge
Der 730 bzw. CK 730 war ein offener Kleinwagen, der dem Feiyue ähnelte. Auf dem Kühlergrill war ein großes V. Anfangs hatten die Fahrzeuge keine Türen. Später war eine zweitürige Version erhältlich. Die Fahrzeuge wurden als Taxi eingesetzt. Eine Quelle gibt an, dass vermutlich ein Zweitaktmotor mit 579 cm³ Hubraum die Fahrzeuge antrieb.
Ein geschlossenes Fahrzeug anderer Konstruktion befand sich ebenfalls im Sortiment.